# Francesco Bandarin
Francesco Bandarin (Venezia, 26 dicembre 1950) è un architetto italiano, direttore del Centro del patrimonio mondiale dal 2000 al 2010 e vicedirettore generale dell'UNESCO per la cultura dal 2010 al 2018.

## Biografia
Si è laureato in architettura presso l'Istituto Universitario di Architettura di Venezia e in urbanistica presso l'Università della California - Berkeley. In qualità di direttore del Centro del patrimonio mondiale dell'UNESCO, Francesco Bandarin è stato responsabile della attuazione della Convenzione per la protezione del patrimonio mondiale, culturale e naturale, e ha coordinato le attività istituzionali per l'iscrizione dei siti nella Lista del patrimonio mondiale. In questi anni, il Centro ha avviato dei programmi tematici (su patrimonio forestale, siti di interesse religioso, piccoli stati insulari, siti marini, città storiche) e ha facilitato la creazione di centri di ricerca e di formazione in Sudafrica, in Bahrein, in Brasile, in Cina, in India, in Italia e in Messico.
Francesco Bandarin ha anche sostenuto la conservazione del patrimonio urbano da una prospettiva più ampia. La Raccomandazione sul paesaggio urbano storico, adottata dalla Conferenza generale dell'UNESCO il 10 novembre 2011, ha sancito questo approccio. Secondo questo testo, l'UNESCO ritiene «che, al fine di sostenere la protezione del patrimonio naturale e culturale, si dovrebbe porre l'accento sull'integrazione delle strategie per la conservazione, la gestione e lo sviluppo dei territori urbani storici nei processi di sviluppo locale e urbanistico, e che l'applicazione di un approccio paesaggistico contribuirebbe a preservare l'identità urbana». Sotto la sua guida, in qualità di vicedirettore generale, il settore della cultura dell'UNESCO è stato all'origine di iniziative che hanno contribuito a fare della cultura un elemento portante delle politiche di sviluppo sostenibile. Questo ha condotto alla adozione, il 17 maggio 2013, della Dichiarazione di Hangzhou («Mettere la cultura al centro delle politiche di sviluppo sostenibile»).
Questi orientamenti si ritrovano anche nel primo Rapporto mondiale dell'UNESCO sulla cultura per lo sviluppo sostenibile («Cultura: Futuro Urbano»), presentato il 18 ottobre 2016 alla terza Conferenza delle Nazioni Unite sugli insediamenti umani e lo sviluppo sostenibile (Habitat III). Il 12 dicembre 2017, l'UNESCO e l'Organizzazione mondiale del turismo firmano congiuntamente la Dichiarazione di Muscat sul turismo e la cultura («Favorire lo sviluppo sostenibile»). Il turismo, se ben gestito, può essere un mezzo «per promuovere il dialogo interculturale, creare opportunità di lavoro, frenare la emigrazione rurale e sostenere un sentimento di orgoglio nelle comunità ospitanti». Francesco Bandarin interviene regolarmente sui media, quando i beni culturali sono esposti a minacce. Ogni mese presenta un sito del patrimonio mondiale su Il Giornale dell'Arte. Nel 2014, ha presieduto la giuria della Biennale di architettura di Venezia. Nel 2019 e 2020, ha presieduto la giuria mondiale del Prix Versailles.

## Pubblicazioni
- The Historic Urban Landscape: Managing Heritage in an Urban Century (con Ron van Oers), Chichester: Wiley, 2012, ISBN 978-0-470-65574-0.
- Reconnecting the City: The Historic Urban Landscape Approach and the Future of Urban Heritage (con Ron van Oers), Chichester: Wiley, 2014, ISBN 978-1-118-38398-8.
- Reshaping Urban Conservation: The Historic Urban Landscape Approach in Action (con Ana Pereira Roders), New York: Springer Publishing, 2019, ISBN 978-981-10-8887-2.